# Hymenocrater
Hymenocrater és un gènere d'angiospermes pertanyent a la família de les lamiàcies. Planta originària de l'oeste i centre d'Àsia fins a l'Himalaia.

## Descripció
Les espècie d'aquest gènere són herbes perennes i aromàtiques amb un robust rizoma llenyós i gruix. Presenta un floc de fins a 30 centímetres de diàmetre. Nombroses tiges, generalment no ramificades, d'uns 20 a 45 centímetres d'alçada, erectes o ascendents, finament glandulades o piloses, quadrangulars i amb moltes fulles.
El gènere Hymenocrater conté flavonoides, àcids fenòlics i terpenoides. Estudis farmacològics van confirmar que tenen activitat antimicrobiana, antiparasitària, antioxidants, anticancerosa i antidiabètic.

## Taxonomia
| - Hymenocrater adenothrix - Hymenocrater altimuranus - Hymenocrater argutidens - Hymenocrater aucheri - Hymenocrater bituminosus - Hymenocrater calycinus - Hymenocrater elegans - Hymenocrater haussknechtii - Hymenocrater incanus - Hymenocrater inciaidentatus | - Hymenocrater longiflorus - Hymenocrater macrophyllus - Hymenocrater michauxii - Hymenocrater oxyodontus - Hymenocrater pallens - Hymenocrater paniculatus - Hymenocrater platystegius - Hymenocrater secundiflorus - Hymenocrater sessilifolius - Hymenocrater yazdianus |